# Milky Way

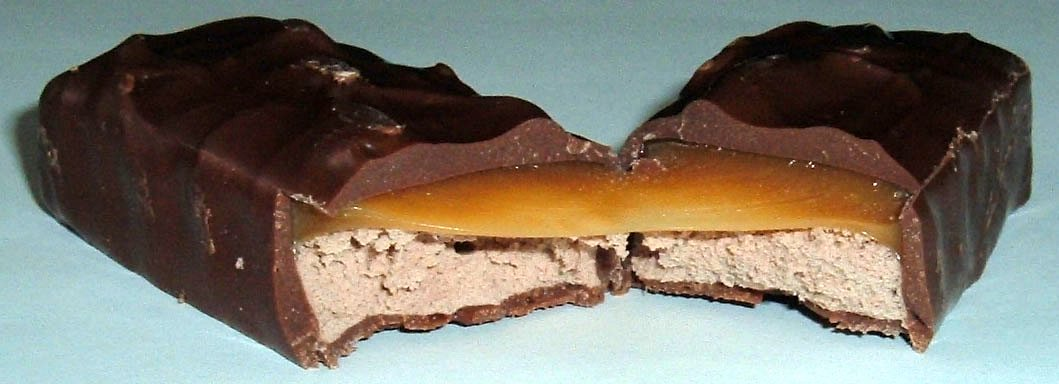
Amerykański Milky Way - tożsamy z europejskim Marsem

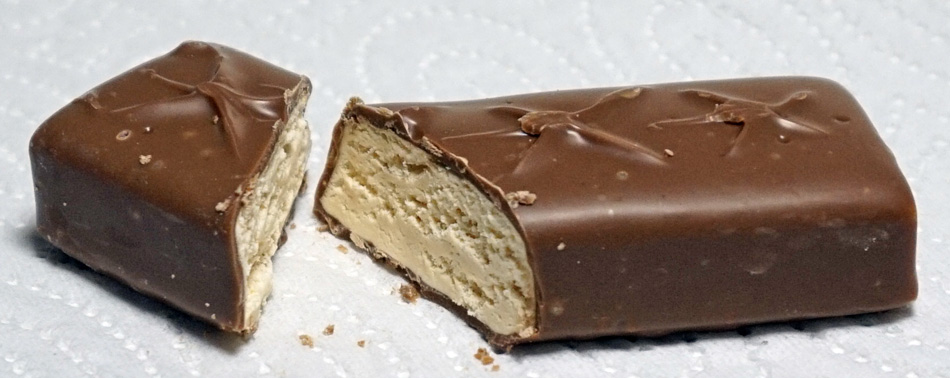
Europejski Milky Way

Milky Way (pol. Droga Mleczna) – marka batonu czekoladowego produkowanego przez Mars Incorporated. Został wymyślony w 1923 roku przez założyciela tego koncernu, Franklina Marsa. 
Batony o tej nazwie mają różny skład w zależności od regionu sprzedaży. Na całym świecie (poza USA) są to batony z puszystym nadzieniem oblanym mleczną czekoladą. W USA natomiast Milky Way przypomina europejską wersję Marsa. Amerykański odpowiednik Milky Way z lekkim, mlecznym nadzieniem, znany poza USA, jest dostępny pod nazwą 3 Musketeers.
Dostępny w opakowaniu 21,5 g, wartość energetyczna ok. 107 kcal. Zawiera: 
- białko: 0,9 g
- węglowodany: 17,2 g
- tłuszcz: 4,0 g